# Philadelphia Fury
El Philadelphia Fury es un equipo de fútbol con base en Filadelfia, Pensilvania, Estados Unidos. Jugará en la National Independent Soccer Association (NISA) desde 2020. Inicialmente el club jugaba en la American Soccer League. El club usa el nombre y los colores del Philadelphia Fury original.

## Historia

### Philadelphia Fury (1978-1980)
El Philaelphia Fury original fue una franquicia de expansión de la primera North American Soccer League (NASL) desde 1978, jugó tres temporadas y su estadio como local fue el Veterans Stadium. Entre los inversionistas del club estaban Mick Jagger, Rick Wakeman, Peter Frampton y Paul Simon. Este fue el segundo club de la ciudad, el Philadelphia Atoms (1973-76) se unió a la NASL pero sin mucho éxito. El Fury original fue vendido, y la franquicia se mudó a Montreal, donde fundaron el Montreal Manic.

### Nuevo Philadelphia Fury
Los derechos del nombre fueron adquiridos en 2011 por Matt Driver, quien adquirió la propiedad intelectual. El club comenzó a jugar en el 2012 en la amateur United States Club Soccer’s National Adult League, una liga regional. Finalmente, se unió a la American Soccer League.
En 2016 se reportó que el club tenía intenciones de unirse a la ya extinta North American Soccer League (NASL), sin embargo esta liga acabó en 2018.
Así que en 2019 el club comenzó sus negociaciones para entrar a la nueva National Independent Soccer Association (NISA). Se anunció que el club participaría en la temporada inaugural de otoño de la "NISA Showcase", con ocho equipos divididos en Este y Oeste, sin embargo el club no participó. Aunque el 18 de septiembre de 2019 se anunció la participación del Philadelphia Fury para la temporada Spring 2020 de NISA.